# Каримов, Саит
Саи́т Кари́мов (кирг. Саит Каримов; 1896 год, село Алмалуу-Булак — 1988 год, село Алмалуу-Булак, Сузакский район, Джалал-Абадская область) — старший табунщик колхоза «Алмалу-Булак» Ачинского района Джалалабадской области, Киргизская ССР. Герой Социалистического Труда (1949).

## Биография
Родился в 1896 году в крестьянской семье в селе Алмалуу-Булак.
С 1932 года трудился табунщиком в колхозе «Алмалуу-Булак» Ачинского района. В 1947 году назначен старшим табунщиком в этом же колхозе. В 1948 году бригада Саита Каримова вырастила 58 жеребят от 58 кобыл. Указом Президиума Верховного Совета СССР от 29 июля 1949 года удостоен звания Героя Социалистического Труда с вручением ордена Ленина и золотой медали «Серп и Молот».
После выхода на пенсию проживал в родном селе, где скончался в 1988 году.